# Leucetta pyriformis
Leucetta pyriformis är en svampdjursart som beskrevs av Arthur Dendy 1913. Leucetta pyriformis ingår i släktet Leucetta och familjen Leucettidae.
Artens utbredningsområde är havet kring Seychellerna. Inga underarter finns listade i Catalogue of Life.